# Senobasis gyrophora
Senobasis gyrophora là một loài ruồi trong họ Asilidae. Senobasis gyrophora được Schiner miêu tả năm 1868.